# Karolina Północna

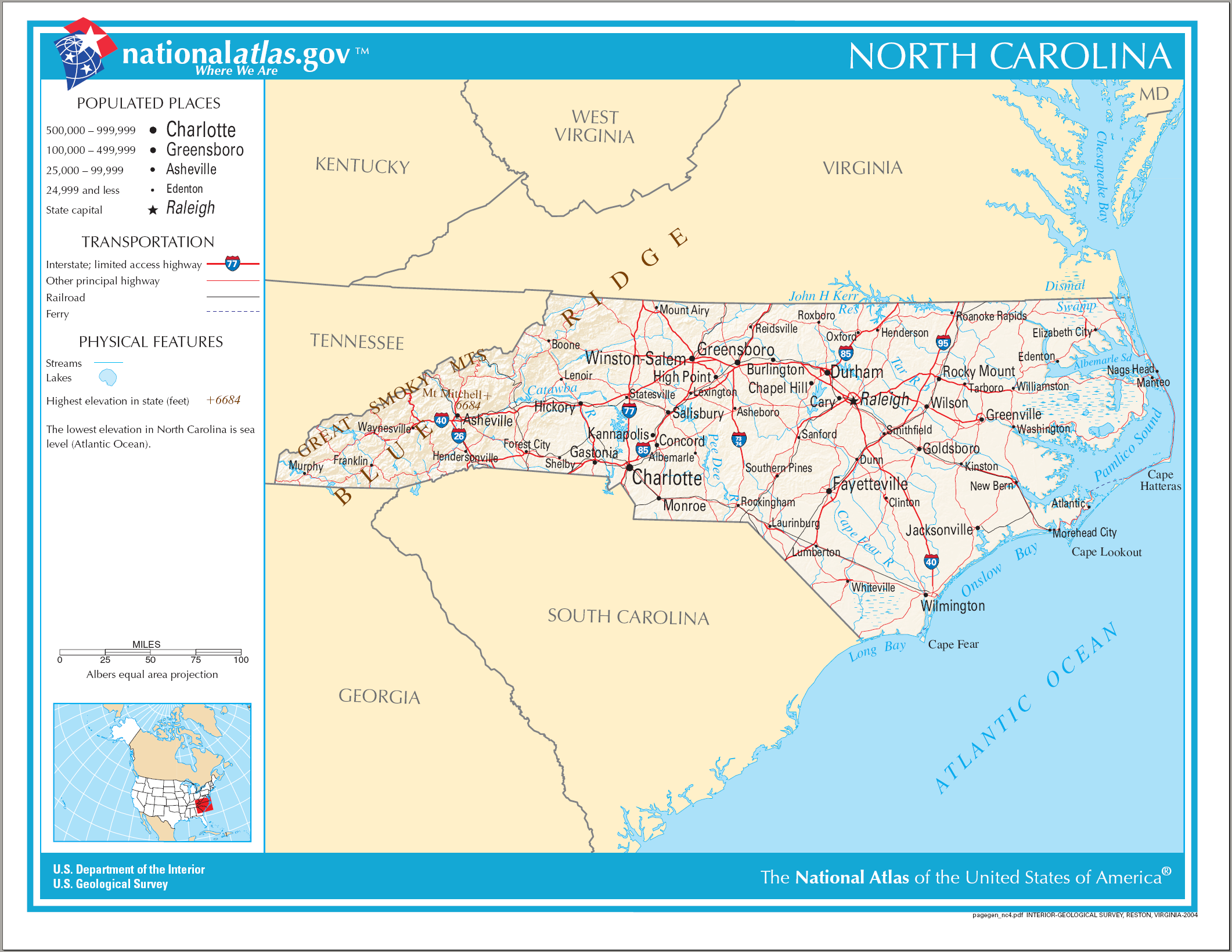
Mapa stanu

Karolina Północna (ang. North Carolina, wymowa: /ˌnɔrθ kærəˈlaɪnə/ⓘ) – stan w południowo-wschodniej części Stanów Zjednoczonych, graniczący od północy z Wirginią od południa z Georgią i Karoliną Południową, a od zachodu z Tennessee. Granicę wschodnią stanowi Ocean Atlantycki. Stan charakteryzuje się zróżnicowanym krajobrazem, obejmującym szczyty Pasma Błękitnego w Appalachach na zachodzie oraz rozległe równiny przybrzeżne i malownicze mierzeje wzdłuż wybrzeża Atlantyku.
Największy obszar metropolitalny Charlotte liczy 2,8 mln mieszkańców i rozciąga się na Karolinę Południową. Stolicą jest Raleigh z 1,5 mln mieszkańców w obszarze metropolitalnym.
Karolina Północna jest jedną z trzynastu pierwotnych kolonii brytyjskich. Znana jest również jako "First in Flight" (pierwszy w locie) ze względu na dokonania braci Wright w Kitty Hawk. Gospodarka stanu jest zdywersyfikowana i obejmuje tradycyjne rolnictwo (głównie tytoń i bataty), jak również rozwijające się sektory nowoczesnych technologii, finansów i badań naukowych, skupione m.in. w Research Triangle Park.

## Historia
4 lipca 1584 na wybrzeżu dzisiejszej Karoliny Północnej wylądowała angielska ekspedycja pod wodzą Philipa Amadasa i Arthura Barlowe'a z zadaniem założenia kolonii. W 1585 założono pierwszą kolonię na wyspie Roanoke, która jednak nie przetrwała (tzw. Zaginiona Kolonia). Pierwsi stali angielscy osadnicy przybyli z sąsiedniej Wirginii na początku XVII wieku. Od 1663 do 1712 istniała kolonia pod nazwą Prowincja Karoliny, ustanowiona na podstawie przywilejów wydanych przez króla Anglii Karola II Stuarta i nazwana na cześć jego ojca Karola I Stuarta. Około 1712 kolonia ta formalnie podzieliła się na Karolinę Północną i Karolinę Południową (faktycznie te dwie części rozwijały się samodzielnie od początku europejskiego osadnictwa). 21 listopada 1789 kolonia ratyfikowała Konstytucję Stanów Zjednoczonych. Podczas wojny secesyjnej Karolina Północna była jednym ze stanów Konfederacji. 17 grudnia 1903 na mierzei między miejscowościami Kitty Hawk a Kill Devil Hills miał miejsce pierwszy lot samolotu konstrukcji braci Wright.
Po wojnie secesyjnej Karolina Północna uprzemysłowiła swoje miasta setkami fabryk, aby stać się światową stolicą produkcji mebli i głównym producentem tekstyliów i wyrobów tytoniowych. Z czasem nowe linie kolejowe pozwoliły przekształcić tytoń, bawełnę i drewno w dochodowe produkty.

## Geografia
Stan rozciąga się od Atlantyku na wschodzie do Appalachów na zachodzie. Główne rzeki to Neuse, Tar, Cape Fear, Roanoke oraz Pee Dee. Stan podzielony jest na 100 hrabstw. 
Najwyższy szczyt stanu, Mount Mitchell (2037 m n.p.m.) w łańcuchu Appalachów, jest najwyższym w Stanach Zjednoczonych na wschód od rzeki Mississippi.
Klimat podzwrotnikowy, na wybrzeżu zwrotnikowy morski, średnia temperatura wynosi 19 stopni. Karolina Północna, a zwłaszcza Outer Banks, jest często nawiedzana przez gwałtowne burze tropikalne i huragany, a pod względem cyklonów tropikalnych stan ten ustępuje jedynie Florydzie. 

### Miejscowości
Na terenie stanu Karolina Północna znajduje się 551 miast (city lub town) i wsi (village), w tym 10 o liczbie ludności przekraczającej 100 000, 90 powyżej 10 000 mieszkańców, a 330 powyżej 1000 mieszkańców (2021 r.).
Lista miejscowości zamieszkanych przez 10 000 lub więcej osób (2021 r.):

- Charlotte (879 709)
- Raleigh (469 124)
- Greensboro (298 263)
- Durham (285 527)
- Winston-Salem (250 320)
- Fayetteville (208 778)
- Cary (176 987)
- Wilmington (117 643)
- High Point (114 086)
- Concord (107 697)
- Asheville (94 067)
- Greenville (88 728)
- Gastonia (81 161)
- Jacksonville (72 876)
- Apex (62 911)
- Huntersville (61 839)
- Chapel Hill (61 128)
- Burlington (58 818)
- Kannapolis (54 446)
- Rocky Mount (53 957)
- Mooresville (51 594)
- Wake Forest (49 657)
- Wilson (47 731)
- Hickory (43 532)
- Holly Springs (43 524)
- Indian Trail (40 953)
- Fuquay-Varina (36 736)
- Salisbury (35 760)
- Monroe (34 888)
- Goldsboro (32 749)
- Garner (31 935)
- Cornelius (31 650)
- New Bern (31 346)
- Morrisville (31 278)
- Sanford (30 678)
- Matthews (29 623)
- Statesville (28 844)
- Clayton (28 306)
- Thomasville (27 203)
- Asheboro (27 124)
- Kernersville (26 793)
- Mint Hill (26 633)
- Leland (25 974)
- Shelby (21 947)
- Waxhaw (21 673)
- Clemmons (21 517)
- Carrboro (21 312)
- Knightdale (19 576)
- Kinston (19 546)
- Lexington (19 516)
- Harrisburg (19 463)
- Elizabeth City (18 703)
- Lumberton (18 694)
- Mebane (18 408)
- Lenoir (18 193)
- Boone (18 036)
- Pinehurst (18 019)
- Mount Holly (17 966)
- Hope Mills (17 786)
- Morganton (17 518)
- Graham (17 273)
- Havelock (17 052)
- Albemarle (16 628)
- Stallings (16 481)
- Southern Pines (15 968)
- Eden (15 319)
- Laurinburg (15 177)
- Belmont (15 136)
- Davidson (15 132)
- Roanoke Rapids (15 128)
- Hendersonville (15 099)
- Henderson (14 954)
- Reidsville (14 524)
- Lewisville (13 602)
- Weddington (13 488)
- Newton (13 187)
- Archdale (11 953)
- Smithfield (11 630)
- Spring Lake (11 619)
- Wendell (11 570)
- Kings Mountain (11 409)
- Lincolnton (11 352)
- Elon (11 350)
- Summerfield (11 119)
- Pineville (10 678)
- Winterville (10 591)
- Tarboro (10 569)
- Mount Airy (10 551)
- Waynesville (10 178)
- Rolesville (10 047)

## Demografia

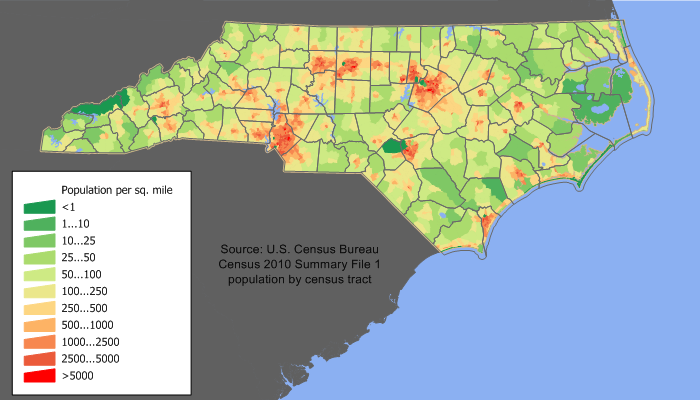
Mapa gęstości zaludnienia w Karolinie Północnej

Spis ludności z roku 2020 stwierdza, że stan Karolina Północna liczy 10 439 388 mieszkańców, co oznacza wzrost o 903 905 (9,5%) w porównaniu z poprzednim spisem z roku 2010. Dzieci poniżej piątego roku życia stanowią 5,8% populacji, 21,9% mieszkańców nie ukończyło jeszcze osiemnastego roku życia, a 16,7% to osoby mające 65 i więcej lat. 51,4% ludności stanu stanowią kobiety.
Po 2020 roku populacja Karoliny Północnej wzrosła o 605 tys. osób do lipca 2024 roku, głównie dzięki migracji (ok. 95% wzrostu). 85-90% napływających to migranci wewnętrzni (z innych stanów USA, zwłaszcza z Północnego Wschodu i Kalifornii), szukający niższych kosztów życia i pracy. Pozostałe 10-15% to migracja międzynarodowa.

### Język
Najpowszechniej używanymi językami są:
- język angielski – 89,66%
- język hiszpański – 6,93%
- język francuski – 0,32%
- język niemiecki – 0,27%.

### Rasy i pochodzenie
Według danych pięcioletnich z 2023 roku, 63,3% mieszkańców stanowiła ludność biała (60,6% nie licząc Latynosów), 20,6% to czarnoskórzy Amerykanie lub Afroamerykanie, 7,1% miało rasę mieszaną, 3,2% stanowili Azjaci, 1% rdzenna ludność Ameryki, 0,06% Hawajczycy i mieszkańcy innych wysp Pacyfiku. Latynosi to 10,9% ludności stanu.
Poza osobami pochodzenia afroamerykańskiego, do największych grup należały osoby pochodzenia angielskiego (12%), niemieckiego (9,4%), „amerykańskiego” (8,9%), irlandzkiego (8,2%) i meksykańskiego (5,5%). Istnieją także duże grupy osób pochodzenia włoskiego (346,9 tys.), szkockiego (230,2 tys.), szkocko–irlandzkiego (203,1 tys.), nieokreślonego europejskiego (196 tys.), francuskiego lub francusko–kanadyjskiego (181,4 tys.), polskiego (148,8 tys.), afrykańskiego subsaharyjskiego (138,6 tys.), portorykańskiego (130,9 tys.), hinduskiego (120,6 tys.) i szwedzkiego lub norweskiego (103,8 tys.).

### Religia
Dane z 2014:

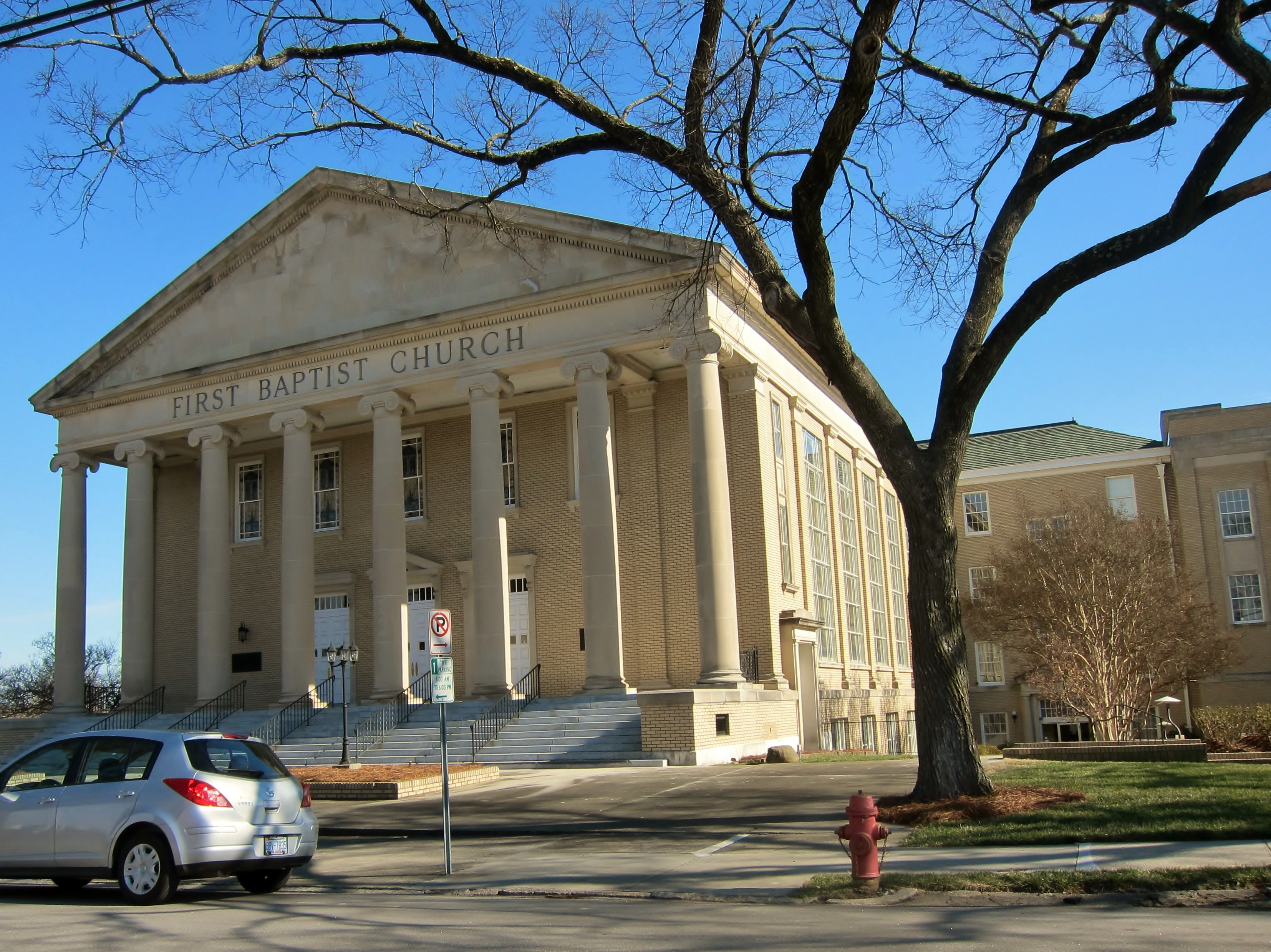
Pierwszy Kościół Baptystów w Durham

- protestanci – 66% (głównie baptyści – 31%, ale także metodyści, ewangelikalni, zielonoświątkowcy, kalwini i inni[16])
- brak religii – 20% (w tym ateiści – 2% i agnostycy – 3%)
- katolicy – 9%
- mormoni – 1%
- pozostali – 4% (w tym muzułmanie, świadkowie Jehowy, żydzi, prawosławni, buddyści, hindusi, unitarianie uniwersaliści, bahaici, scjentyści, Kościół Jedności, irwingianie i sikhowie).

## Polityka

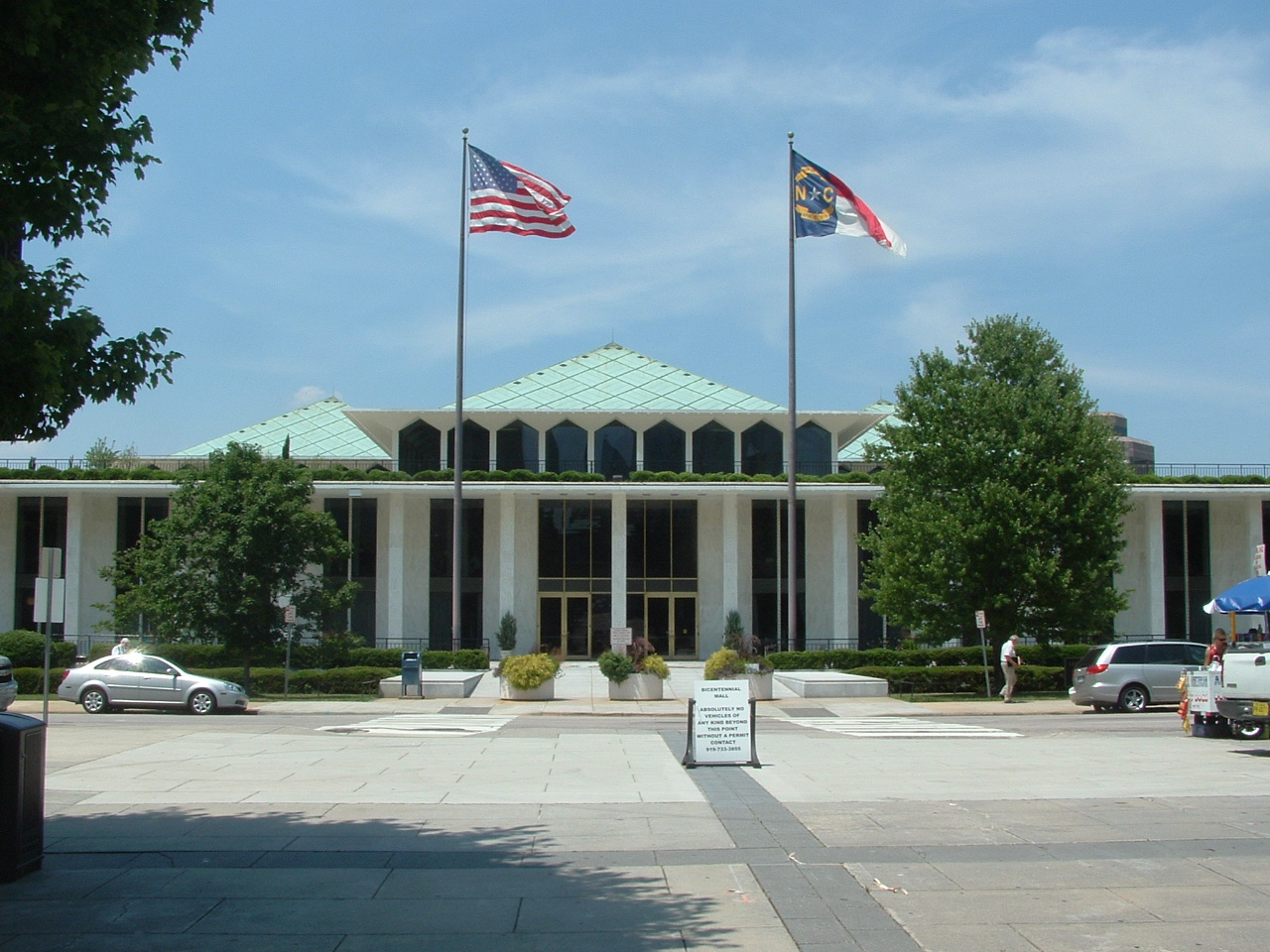
Budynek legislatury stanu Karolina Północna

Karolina Północna przez długi czas był twierdzą Partii Republikańskiej. Z wyjątkiem 1976 roku, w wyborach prezydenckich od 1968 do 2004 roku w stanie konsekwentnie wygrywał kandydat Partii Republikańskiej. W 2008 roku nastąpiła zmiana, gdy wygrał nieznacznie Barack Obama, co było sygnałem rosnącej konkurencyjności.
Obecnie Karolina Północna jest niezmiennie uważana za stan swingowy, gdzie obie główne partie polityczne, Demokraci i Republikanie, rywalizują o wpływy. Choć stanowisko gubernatora często obejmowali Demokraci (jak obecny gubernator Josh Stein), większość w stanowym Sądzie Najwyższym oraz w obu izbach Zgromadzenia Ogólnego Karoliny Północnej (legislatury stanowej) kontrolują Republikanie. W 2020 roku Donald Trump wygrał w Karolinie Północnej przewagą 1,35% nad Joe Bidenem. To pokazuje złożony i podzielony krajobraz polityczny stanu.
Na poziomie federalnym, delegacja z Karoliny Północnej do Kongresu Stanów Zjednoczonych przechyla się w stronę konserwatywną. Obecnie stan reprezentują dwaj republikańscy senatorowie: Thom Tillis i Ted Budd. W Izbie Reprezentantów zaś, ze względu na podział na 14 okręgów wyborczych, skład delegacji (kadencja 2023-2025) to 10 Republikanów i 4 Demokratów.

## Gospodarka
Produkt krajowy brutto Karoliny Północnej w 2023 osiągnął wartość 788,1 mld USD, co uplasowało stan na 11. miejscu w Stanach Zjednoczonych. Dla Karoliny Północnej prognozuje się wzrost realnego PKB o 2,7% w 2025 roku, co oznacza, że był wyraźnie powyżej średniej krajowej prognozowanej na 1,8% dla całych Stanów Zjednoczonych. W przeliczeniu na głowę mieszkańca, w 2024 roku PKB per capita wyniósł około 64 855 USD, co uplasowało stan na 30. miejscu spośród amerykańskich stanów pod względem PKB per capita.
Kluczowe branże przemysłu obejmują: lotnictwo i obronę, produkcję samochodów i ciężarówek, biotechnologię i farmaceutykę, usługi biznesowe i finansowe, energię, przetwórstwo spożywcze, meble, technologię informacyjną, tworzywa sztuczne i chemikalia, oraz tekstylia. Charlotte stało się drugim co do wielkości centrum bankowym w kraju, a Research Triangle Park jest siedzibą dla znacznie ponad 300 firm.
Karolina Północna jest ważnym, historycznym ośrodkiem produkcji mebli w USA i nadal jest jednym z czołowych stanów pod względem zatrudnienia w przemyśle meblarskim (np. 9,2% miejsc pracy w produkcji mebli w USA w 2015 roku).

### Rolnictwo
Karolina Północna produkuje ponad połowę krajowych zasobów tytoniu i batatów w Stanach Zjednoczonych. Oprócz tego, jest również jednym z trzech największych stanowych producentów wieprzowiny, drobiu i jajek, indyka, pstrąga i choinek.

## Uczelnie
Uniwersytet Karoliny Północnej składa się z 17 uczelni. Wśród nich największą renomą cieszy się Uniwersytet Karoliny Północnej w Chapel Hill, najstarszy uniwersytet stanowy w Stanach Zjednoczonych, a innym znanym jest Uniwersytet Stanu Karolina Północna. Najbardziej znaną uczelnią prywatną jest Uniwersytet Duke’a (w Durham).
Karolina Północna była jednym z dwóch pierwszych stanów (obok Pensylwanii), w których konstytucji pojawił zapis o utworzeniu uniwersytetu stanowego (1776).

## Dodatkowe informacje
- Liczba parków stanowych: 30
- Dewiza: Esse Quam Videri („Prawda ważniejsza niż pozory”)
- Przydomek: The Tar Heel State („Stan wysmołowanej pięty” – według przekazów żołnierze Karoliny Północnej podczas wojny domowej wygrażali chcącym umknąć z pola bitwy, że wysmołują im pięty, by wytrwali)
- Symbole: sosna, kardynały, dereń
- Parki narodowe i atrakcje turystyczne: Park Narodowy Great Smoky Mountains, Blue Ridge Parkway